# Allotrie intermédiaire
Pteruthius intermedius
Espèce
Statut de conservation UICN

 NE  : Non évalué
L’Allotrie intermédiaire (Pteruthius intermedius) est une espèce de passereaux de la famille des Vireonidae.

## Répartition et sous-espèces
- P. i. intermedius (Hume, 1877) — de l'est de la Birmanie à Hainan et le plateau du Lang Bian (en) ;
- P. i. aenobarbulus Koelz, 1954 — Garo Hills (Inde du Nord-Est)